# Wayne Selden
Wayne Anthony Selden Jr. (Roxbury, Massachusetts, 30 de septiembre de 1994) es un baloncestista estadounidense que actualmente se encuentra sin equipo. Con 1,96 metros de estatura, juega en la posición de base.

## Trayectoria deportiva

### Universidad
Tras participar en 2013 en el prestigioso McDonald's All-American Game, jugó tres temporadas con los Jayhawks de la Universidad de Kansas, en las que promedió 11,0 puntos, 3,0 rebotes y 2,6 asistencias por partido. En su última temporada fue incluido en el segundo mejor quinteto de la Big 12 Conference.

### Profesional
Tras no ser elegido en el Draft de la NBA de 2016, en agosto firmó con los Memphis Grizzlies, pero fue despedido el 22 de octubre tras participar en cinco partidos de pretemporada. El 29 de octubre fue adquirido por los Iowa Energy de la NBA D-League como jugador afiliado de los Grizzlies.
El 8 de marzo de 2017 firmó contrato por 10 días con los New Orleans Pelicans, debutando seis días más tarde en un partido ante los Portland Trail Blazers, logrando 2 puntos y 3 rebotes. Nada más terminar el mismo, firmó contrato multianual con los Memphis Grizzlies.
El 3 de enero de 2019, es traspasado a Chicago Bulls junto a MarShon Brooks a cambio de Justin Holiday.
El 8 de diciembre de 2020, firma con el Ironi Nes Ziona B.C. de la Ligat Winner. Con el Nes Ziona, se proclama campeón de la FIBA Europe Cup siendo nombrado MVP de la Final Four.
El 25 de septiembre de 2021, firma con los New York Knicks. Fue despedido el 3 de enero de 2022, tras 3 encuentros.
El 4 de abril de 2022, regresa al Ironi Nes Ziona B.C. de la Ligat Winner.
El 30 de julio de 2022, fichó por el Tezenis Verona, recién ascendido a la Lega Basket Serie A. Tras dos partidos se desvinculó del equipo, y el 14 de noviembre fichó por el Manisa BB de la Basketbol Süper Ligi turca.
En junio de 2023 firma por los Gigantes de Carolina de la Baloncesto Superior Nacional de Puerto Rico.
[actualizar]

### Selección nacional
Participó con la selección de Estados Unidos en la Universiada de 2015 delebrada en Gwangju, Corea del Sur, donde ganaron la medalla de oro, y Selden fue uno de los más destacados, promediando 19,5 puntos y 6,5 rebotes por partido.

## Estadísticas de su carrera en la NBA

### Temporada regular
| Año     | Equipo      | PJ  | PT | MPP  | %TC  | %3P  | %TL  | RPP | APP | ROB | TPP | PPP |
| ------- | ----------- | --- | -- | ---- | ---- | ---- | ---- | --- | --- | --- | --- | --- |
| 2016-17 | New Orleans | 3   | 3  | 15.7 | .625 | .571 | .500 | 1.7 | .3  | .7  | .0  | 5.3 |
| 2016-17 | Memphis     | 11  | 2  | 17.2 | .400 | .143 | .667 | 1.0 | 1.1 | .4  | .1  | 5.0 |
| 2017-18 | Memphis     | 35  | 9  | 19.8 | .431 | .402 | .746 | 1.6 | 1.9 | .5  | .1  | 9.3 |
| 2018-19 | Memphis     | 32  | 0  | 14.2 | .404 | .317 | .759 | 1.4 | 1.1 | .3  | .2  | 5.4 |
| 2018-19 | Chicago     | 43  | 13 | 22.9 | .407 | .315 | .714 | 3.2 | 1.7 | .5  | .2  | 8.0 |
| 2021-22 | New York    | 3   | 0  | 6.3  | .250 | .500 | .500 | .3  | .3  | .0  | .0  | 1.7 |
| Total   | Total       | 127 | 27 | 18.8 | .415 | .344 | .718 | 2.0 | 1.5 | .4  | .1  | 7.2 |